# 清島省三
清島 省三（きよしま せいぞう、1908年3月10日 - 1993年3月7日）は、日本の経営者、銀行家。熊本県出身。

## 経歴
1933年に東京帝国大学法学部を卒業。満州国政府、大蔵省での勤務を経て、1955年に経済企画庁審議官に就任。
1956年3月に十八銀行頭取に就任し、1983年10月には会長に就任。1989年6月に取締役相談役を経て、1990年6月には相談役に退いた
1978年11月に勲三等旭日中綬章を受章。
1993年3月7日肺炎のために死去。84歳没。